# Yves Cruchten
Yves Cruchten (ur. 1 maja 1975 w Pétange) – luksemburski polityk i samorządowiec, parlamentarzysta, od 2020 do 2022 przewodniczący Luksemburskiej Socjalistycznej Partii Robotniczej (LSAP).

## Życiorys
Z zawodu urzędnik samorządowy. Zaangażował się w działalność polityczną w ramach luksemburskich socjalistów. Był sekretarzem generalnym młodzieżówki JSL (2000–2005), a następnie sekretarzem do spraw organizacyjnych partii i jej wiceprzewodniczącym. Od 2010 do 2019 pełnił funkcję sekretarza generalnego LSAP. Od 2005 radny Bascharage i następnie nowo powstałej gminy Käerjeng. W 2013 po raz pierwszy uzyskał mandat posła do luksemburskiego parlamentu. Ponownie zasiadł w parlamencie po wyborach w 2018.
W marcu 2020 został nowym przewodniczącym LSAP. Ustąpił w styczniu 2022 w związku z objęciem funkcji przewodniczącego frakcji poselskiej swojego ugrupowania. W 2023 nie został wybrany na kolejną kadencję parlamentu. Mandat posła objął jednak na początku kadencji w listopadzie tegoż roku (po rezygnacji złożonej przez Jeana Asselborna).